# ヒメクビワカモメ
ヒメクビワカモメ（姫首輪鴎、学名：Rhodostethia rosea ）は、チドリ目カモメ科に分類される鳥類の一種である。

## 分布
シベリア北東部、カナダ北部、グリーンランド西部の北極圏で繁殖し、冬季は北極海周辺に広がって過ごす。あまり南下はしない。
日本では数少ない冬鳥として、オホーツク海沿岸に少数がほぼ毎年渡来する。日本は渡来地の中で最南端にあたる。青森県、新潟県、千葉県でも記録がある。

## 形態
体長約31cm、翼開長約84cm。日本で記録されたカモメ類の中では小型の種になる。雌雄同色である。
成鳥夏羽は、頭部が白く胸から腹はやや紅色がかった白色である。後頭から喉にかけて黒い輪状の帯がある。翼の上面、下面は灰色。成鳥冬羽は、頭頂や頸が灰色を帯び、眼の後方に黒斑がある。黒い輪状の帯は不明瞭になる。幼鳥は、翼の上面にM字型の黒褐色の模様が出る。
嘴は黒く短め。

## 生態
非繁殖期は、海岸や沿岸近くの海上に生息する。海面近く飛翔し、水面に浮かぶ餌を捕食する。
ツンドラ地帯の地上に枯れ草で巣を作る。巣の内部に植物の葉や苔を敷くこともある。1腹2-3個の卵を産み、抱卵期間は約21日である。雌雄ともに抱卵する。
鳴き声は、「クワッ　クワッ」、「キョオオオ」など。

## 類似種と識別点
ヒメカモメの冬羽と似ているが、本種の方がやや大きい。また、本種は翼が長く先端が尖っており、尾はくさび型をしている。